# Villaroux
Villaroux ist eine französische Gemeinde mit 191 Einwohnern (Stand: 1. Januar 2022) im Département Savoie in der Region Auvergne-Rhône-Alpes (vor 2016 Rhône-Alpes). Sie liegt im Arrondissement Chambéry und dem Kanton Montmélian. 

## Lage
Villaroux liegt etwa 16 Kilometer südöstlich von Chambéry. Umgeben wird Villaroux von den Nachbargemeinden Les Mollettes im Norden und Westen, Valgelon-La Rochette mit La Rochette im Osten, Détrier im Osten und Südosten sowie La Chapelle-Blanche im Süden.

## Bevölkerungsentwicklung
| Jahr                       | 1962 | 1968 | 1975 | 1982 | 1990 | 1999 | 2006 | 2013 |
| -------------------------- | ---- | ---- | ---- | ---- | ---- | ---- | ---- | ---- |
| Einwohner                  | 90   | 92   | 79   | 96   | 132  | 195  | 221  | 226  |
| Quellen: Cassini und INSEE |      |      |      |      |      |      |      |      |